# Ильинско-Богоявленский монастырь
Ильинско-Богоявленский монастырь — мужской монастырь основан в городе Саранске в 1694 году по благословению Московского патриарха Адриана.
В 1764 году в результате секуляризационной реформы из двух существовавших на тот момент саранских мужских монастырей: Ильинского и Петровсого — первый был выведен за штат, а второй определён штатным. 5 марта 1775 Петровский монастырь был упразднён и присоединён к Ильинскому с образованием Петро-Павловского монастыря. Здания Ильинского монастыря полностью разобраны в 1930-х годах.